# 小久保裕紀
小久保 裕紀（こくぼ ひろき、1971年10月8日 - ）は、和歌山県和歌山市出身の元プロ野球選手（内野手、右投右打）、プロ野球監督。現在は福岡ソフトバンクホークスの一軍監督を務める。
現役時代は福岡ダイエーホークス・福岡ソフトバンクホークス、読売ジャイアンツに所属し、両球団で主将を務めた。2005年から2009年まで社団法人日本プロ野球選手会の第10代理事長を務めた。バルセロナオリンピック野球の銅メダリスト。
引退後の2013年からはNHKの野球解説者を務める一方、同年より2017年まで、日本代表（侍ジャパン）の監督を務めた。2021年シーズンは福岡ソフトバンクホークスのヘッドコーチ、2022年シーズンからは同二軍監督を務め、2024年シーズンより一軍監督を務める。

## 経歴

### プロ入り前
和歌山市立砂山小学校から和歌山市立西和中学校へ進学し「和歌山キングタイガース」に所属。和歌山県立星林高等学校から青山学院大学へ進学し、大学時代は東都大学野球リーグで通算40試合に出場して打率.291、8本塁打、23打点を記録したほか、ベストナインに3回選出された。1993年、小久保が主将となり、青山学院史上初の大学野球日本一に貢献した。大学時代の3学年上に奈良原浩、3学年下に井口資仁がいた。
1992年、バルセロナオリンピック野球日本代表に大学生で唯一選出され、予選リーグで2本塁打を放つ。のちにメジャーリーグベースボールでプレーするノマー・ガルシアパーラやジェイソン・ジアンビ擁するアメリカ代表との試合では、先制打を含む2本の適時二塁打で勝利に貢献し、銅メダルを獲得した。
のちに無償トレードで加入することとなる読売ジャイアンツ（巨人）と福岡ダイエーホークスの競合の末、ダイエーを逆指名し、1993年のドラフト会議にてダイエーから2位指名され入団した。背番号は9。年俸は1200万円、契約金は最高額の1億6000万円（以下、推定）。

### ダイエー時代
1994年の春季キャンプから高畠康真の指導を受け、4月9日のオリックス・ブルーウェーブ戦（グリーンスタジアム神戸）に「6番・右翼手」として初出場。チームは17得点で大勝するも小久保は6打数0安打であった。それでも翌10日のオリックス戦（神戸）で野田浩司からプロ初安打を放つと、7月5日の千葉ロッテマリーンズ戦（北九州市民球場）では、34試合目・67打席目で園川一美からプロ初本塁打を放った。シーズン通算成績は打率.215、6本塁打と、即戦力になれず不本意なルーキーイヤーとなったが、オフにはハワイ・ウインター・ベースボールに参加し、首位打者とMVPに輝いた。
王貞治が監督に就任した1995年は、二塁手のレギュラーに定着すると全試合出場を達成し、28本塁打を放ってパシフィック・リーグ本塁打王に輝いたほか、リーグ1位の9三塁打と長打率.548を記録した。オールスターゲームにもファン投票トップで初選出され、2戦目に古溝克之から本塁打を含む3安打を放った。5月26日の近鉄バファローズ戦で自身初の4番打者を務めた。
1996年は津野広志（ロッテ）からプロ初の満塁本塁打や、2年連続の20本塁打以上を記録したが、打率は.247に終わった。チームも3年ぶりに最下位となった。
1997年は8月末から一塁手を、最後の9試合で三塁手を守った。2年ぶりに全試合に出場し、打率.302、36本塁打、114打点の好成績を挙げ、ドミンゴ・マルティネス（西武ライオンズ）との争いに勝利して打点王を獲得した。二塁打37本、長打率.588、310塁打はそれぞれリーグ1位を記録し、野球体育博物館では「セの松井秀喜、パの小久保」としてポスターのモデルにもなった。

この年のシーズン終了後にプロ野球脱税事件への関与が発覚して在宅起訴された。主犯格として、翌1998年1月に懲役1年、執行猶予2年、罰金700万円の有罪判決が言い渡され、コミッショナーからは開幕戦から8週間の出場停止と制裁金400万円の処分を受けた。
1998年は上記の脱税事件により開幕戦から8週間の出場停止。浜名千広・井口忠仁を二遊間としてレギュラーで固定するため、二塁から三塁手にコンバートされた。出場停止期間から復帰した5月30日に「4番・三塁手」で2安打を放ったが、1か月も経たずに右肩関節唇損傷の重傷で離脱し、わずか17試合の出場、2本塁打、打率.225に終わった。
1999年、前年に痛めた肩の影響もあり打撃不振に陥るも、1年を通して4番を任された。ポジションは三塁と一塁の併用だった。優勝を決めた日本ハムファイターズ戦では、7回裏に金村暁から同点本塁打を放つなど、福岡移転後初のリーグ優勝に貢献した。最終成績は打率.234、24本塁打、77打点で、本塁打と打点はチーム内トップであった。中日ドラゴンズとの日本シリーズでも「4番・三塁手」で全試合に出場。第3戦で初安打を打つと、ナゴヤドームでの第4戦では、前年までダイエーに所属していた武田一浩から本塁打を放つなど、日本一に貢献した。
2000年から本格的に三塁手として固定され、チームの選手会長に就任した。開幕から6試合で6本塁打と順調な滑り出しを切ると、6月20日のオリックス戦から7月4日のロッテ戦にかけて10試合連続打点を記録するなど、6月は21試合連続安打などで打率.390を記録し、初の月間MVPを獲得した。8月30日の試合後時点で首位の西武に3.5ゲーム差を付けられていたが、チームの選手会長として試合前や試合後に選手だけを集めてミーティングや決起集会を招集するなど、チームが一丸になるよう努めた。チームは勝ち星を重ねて9月5日に首位を奪い返すと、マジック1で迎えた同年10月7日のオリックス戦（福岡ドーム）で金田政彦から決勝本塁打を放ち、リーグ連覇に貢献した。巨人との日本シリーズでは第4戦以降腰痛で離脱したが、契約更改では31本塁打（リーグ5位）・105打点（リーグ3位）とV2貢献を高く評価され、1億円プレイヤーとなった。
2001年も好調を維持し、44本塁打（リーグ4位、40本以上は自身初）・123打点（リーグ4位）を記録。福岡ドームを本拠地とするダイエーの選手として初めて40本塁打に乗せた。この年は松中信彦が36本塁打（リーグ6位）、城島健司が31本塁打（リーグ9位）、井口が30本塁打（リーグ12位）で、パシフィック・リーグで初めて同一球団から4名の30本塁打以上の打者を輩出した。30本カルテットが全員日本人選手である事象はプロ野球史上初だった。
2002年は3年連続の30本超えとなる32本塁打を記録し、通算1000安打を通算1000試合出場と同時に達成するなど活躍したが、チームは2年連続の2位に終わった。オールスターゲームで右翼手、日米野球で二塁手と、過去の守備位置に就くこともあった。
2003年は選手会長を松中に譲り、自身の練習に専念してキャンプを消化していた。しかし3月6日の西武とのオープン戦（福岡ドーム）で、4回に松中の左中間二塁打で一塁から本塁へ突入したところ、捕手の椎木匠と交錯し、右膝の前十字靭帯断裂・内側靭帯損傷・外側半月板損傷・脛骨と大腿骨挫傷という重傷を負った。
完治まで最低6か月と診断されたことで、アリゾナ州のリハビリ施設でトレーニングに励んだ。同年の試合には一、二軍とも出場できなかったが、チームは3年ぶりのリーグ優勝と4年ぶりの日本一を達成した。優勝決定戦では自身も胴上げに参加し、その後もリハビリを継続し、キャッチボールや屋内での打撃練習を再開していた。

#### 突然の巨人への無償トレード
翌年の復活を期待されていたが、優勝パレード翌日である2003年11月3日、突如巨人へ無償トレードで移籍することが発表された。背番号は6。
移籍の理由は、高塚猛球団社長と意見が合わなかったことや、アメリカでの治療費約2000万円が球団から一切支払われなかったことが挙げられ、小久保自身が一時帰国した2003年6月中旬に、球団に対して契約解除（自由契約）の希望を伝えていた。無償トレードとなったのは、中内正オーナーが金銭トレードの分を小久保の年俸に上乗せするよう巨人側へ伝えたからと記者会見で発表した。
小久保はのちに「トレードを訴えたのは僕自身」「ホークス以外ならどこでもよかった」「無償トレードになった理由は知らない」と語っている。
この一件はチームメイトやダイエーファンのみならず、ダイエー球団そのものや、球界全体に大きな衝撃を与え、ダイエー選手（選手会）は優勝旅行をボイコットした。
松中信彦は「球団にふざけるな、と言いたい。どうして小久保さんをタダで巨人に出さなきゃいけないんですか。あんなにチームのために一生懸命やった人が簡単に放出されるなら、ぼくらだって同じ目に遭う。この球団は勝ちたくないんでしょうね。終わりですよ。ファンには申し訳ないけれど、翌年連覇したいという気が急激に薄れています」、柴原洋は「チームをまとめていたのは小久保さんだったんでチームにとっても大打撃」、斉藤和巳は「今、頭の中が真っ白で何も考えられません。恥ずかしいです。とても日本一の球団がやることじゃない。選手としては侮辱されているとしか思えない」、城島健司は「普通じゃない」、和田毅は「シーズン中何度も励ましてくれた。来年いないなんて信じられない」とそれぞれコメントを残し、監督である王も「チームが崩壊する」と話している。11月6日に中内オーナーが球場を訪れた際、選手などが誰も中内と挨拶をしないという異例中の異例な出来事が起こった。
この張本人の高塚は、この小久保事件の以前にも、工藤公康に対しても放言や報復行為を行い、それが原因で福岡ダイエーホークスを移籍することとなった（経緯については工藤公康#球団代表・高塚猛による工藤への介入行為を参照）。

### 巨人時代
巨人は松井秀喜がメジャーリーグに移籍して以来、日本人長距離打者に恵まれていなかったことから「右打者の松井」と期待していた。2004年、故障箇所にサポート器具を装具し、膝関節も曲がりきらない状態でシーズンを迎え、トレードマークだった一本足打法から膝への負担軽減を図るべくすり足打法に変え、「3番・三塁手」で阪神との開幕戦からスタメンで出場し、翌試合に福原忍から東京ドームの右翼席中段へ移籍後初安打・初本塁打を記録。その後はなかなか成績が上がらない中、徐々に膝への不安が減り、5月には一本足打法に戻し、本塁打を量産した。前半戦最後の3連戦で4本塁打を放つなど活躍し、7月度の月間MVPに輝いた。シーズン途中の7月23日にはアテネオリンピックで離脱した高橋由伸に代わり、巨人軍第69代4番に座り、長嶋茂雄、原辰徳、落合博満、清原和博らも達成できなかった、巨人の右打者として史上初のシーズン40本塁打以上（41本塁打）を達成した。
2005年、セ・パ交流戦初年度に12本を放ち、交流戦初代本塁打王を獲得した（タイで4人受賞）。5月3日からは1試合を除いて全試合に4番で出場。横浜ベイスターズの土肥義弘からプロ入り初の3打席連続本塁打を放つなど、シーズンでは34本塁打を記録した。FA権を取得したが、移籍時に2年＋1年（球団側に選択権がある）オプションの最高3年契約を結んでおり、球団がこのオプションを行使し、巨人に残留した。
2006年は巨人代表・清武英利から巨人軍第17代目の主将を依頼された。主将制度は1998年の吉村禎章以来8年ぶりの復活だったが、移籍選手の主将指名は初。小久保のユニフォームの右袖には15×80mmのキャプテンマークが縫い付けられた。年俸は3億円に達した。開幕戦に「6番・三塁手」で出場すると、4月には3試合連続を含む9本塁打を記録し、チームは首位を独走したが6月2日の西武戦での打球処理中、古傷の右手親指内側側副靭帯を剥離骨折し長期離脱を余儀なくされる。するとチームも大きな不振に陥り、チームは2年連続でBクラスとなった。8月18日の中日戦で一軍復帰し、最終成績は88試合の出場で、打率.259、19本塁打、55打点であった。また、4番での出場は9月3日中日戦の1試合のみだった。
11月11日、FAにより福岡ソフトバンクホークスへの復帰を発表した。復帰後は再び9を着用した。12月10日、小久保の人的補償として吉武真太郎が巨人に移籍した。
尚、逆指名制度で入団した選手として初めて、FA権を行使し国内移籍した選手となった。

### ソフトバンク時代
2007年シーズンは、王を胴上げすべく禁酒を決意し、右足の状態も改善したことからサポート用具を外し、開幕戦に「5番・三塁手」で先発出場した。9本塁打、26打点、得点圏打率.375で同年3・4月の月間MVPを受賞。夏場に疲労から調子を下げ、8月末には死球により肋骨を骨折したため離脱した。最終的にチームトップの25本塁打、82打点を挙げたが、チーム自体は2年連続の3位に終わり、クライマックスシリーズでも4度目となる敗退に終わった。
2008年は3年目の松田宣浩が頭角を現したこともあり、守備の負担が少ない一塁手に転向した。前年オフに三角線維軟骨複合体の治療のため左手首を手術した影響から、二軍での調整を経て、4月8日に「5番・一塁手」で一軍初出場。チームは終盤に大失速し、12年ぶりの最下位に終わったため、9月23日に王が監督退任を表明した。最終成績は、打率.253、56打点、得点圏打率.260で、2年連続20本塁打を記録した。
2009年は前年後半の不振を受けて、過食で体重を激増させてウエイトトレーニングを再開し、新任の秋山幸二監督の下、キャプテンに任命された。故障者の多いチーム事情の中で唯一全試合中軸として先発出場し、うち138試合を一塁手として出場した。交流戦では史上最速で優勝し、レギュラーシーズンでも一度も同一カード3連敗を受けることなく3位にまで躍進、打撃でも4番に定着してチームを支えた。100試合以上出場したシーズンでは初めて20本塁打を割ったが、得点圏打率は.336を記録、チームトップの81打点を挙げた。しかし、2年ぶりに出場したクライマックスシリーズでは振るわず、チームも東北楽天ゴールデンイーグルスに2連敗して5度目の敗退を喫した。
2010年、8年ぶりの開幕4番で出場すると、4月2日から11試合連続安打を記録した。その後は首痛・肩痛によって数字を落とし、1か月の離脱を余儀なくされた。離脱中のチームは6連敗など首位と最長の5.5ゲーム差に広がったが、7月10日に復帰し、一気に9連勝と波に乗った。勝負所の8・9月の全試合は4番で出場し、打率.303、併殺打は0だった。チームは7年ぶりの優勝を決めたが、クライマックスシリーズでは、打率1割台・0本塁打・3打点と大不振で、第6戦の最終回の最後の打者となり、チームも敗退した。シーズン終了後には2度目のゴールデングラブ賞を一塁手として受賞し、初受賞より15年ぶりの史上最長ブランクとなった。
2011年の開幕戦（オリックス戦）で木佐貫洋から死球を受け、右手第一末節骨を剥離骨折したが、僅か10日間で一軍復帰。初安打が自身3年連続10度目のサヨナラ打となった。5月12日に史上16人目（大卒選手では史上5人目）の通算400本塁打を達成した。シーズンでも8年連続2桁本塁打を記録したが、8月4日のオリックス戦で高宮和也から死球を受け、左第9肋骨を骨折し、9月17日にも首痛で出場選手登録を抹消された。日本シリーズでは全試合に出場し、打率.320、第4戦と5戦の2試合連続先制打と貢献し、8年ぶりの日本一になり、シリーズMVPを獲得した。40歳1か月での日本シリーズMVPは最年長記録となった。
2012年は長年悩まされていた首の痛みを取る手術を受けたものの、開幕戦に「5番・一塁手」で出場。しかし、通算2000安打まであと1安打とした5月25日、検査で腰椎の椎間板ヘルニアが判明し、出場選手登録を抹消された。6月24日に復帰すると、同日の日本ハム戦（福岡Yahoo!JAPANドーム）において、ブライアン・ウルフから中前安打を放ち、史上41人目の2000安打を達成した。
8月14日のロッテ戦後に記者会見を開き、同年限りでの現役引退を表明した。引退表明後も出場を続け、9月30日の日本ハム戦では、10年ぶりとなる二打席連続本塁打を放った。41歳の誕生日を迎えた10月8日、シーズン最終戦のオリックス戦（福岡Yahoo!JAPANドーム）がシーズン公式戦としての引退試合となり「4番・一塁手」で先発出場したが、この前日に小久保は「直球だけ（で勝負する）とかは止めてほしい」とコメントしていた。オリックスの先発だった西勇輝は真剣勝負で挑み、この試合でノーヒットノーランを達成した。そのため小久保も無安打で終わり、最終打席は遊ゴロに抑えられた。試合後には引退セレモニーが行われた。クライマックスシリーズにはファイナルステージ第2試合を除いて先発出場するが、最終出場となった10月19日の日本ハム戦の9回二死一塁で小久保に打席が回り、遊飛に倒れて試合終了。ソフトバンクの敗退が決まり、これが小久保の現役最後の打席となった。試合後には両チームの選手による胴上げが行われた。同年11月29日、任意引退選手公示が行われた。
背番号9番は、2015年に柳田悠岐が継承するまで欠番となった。

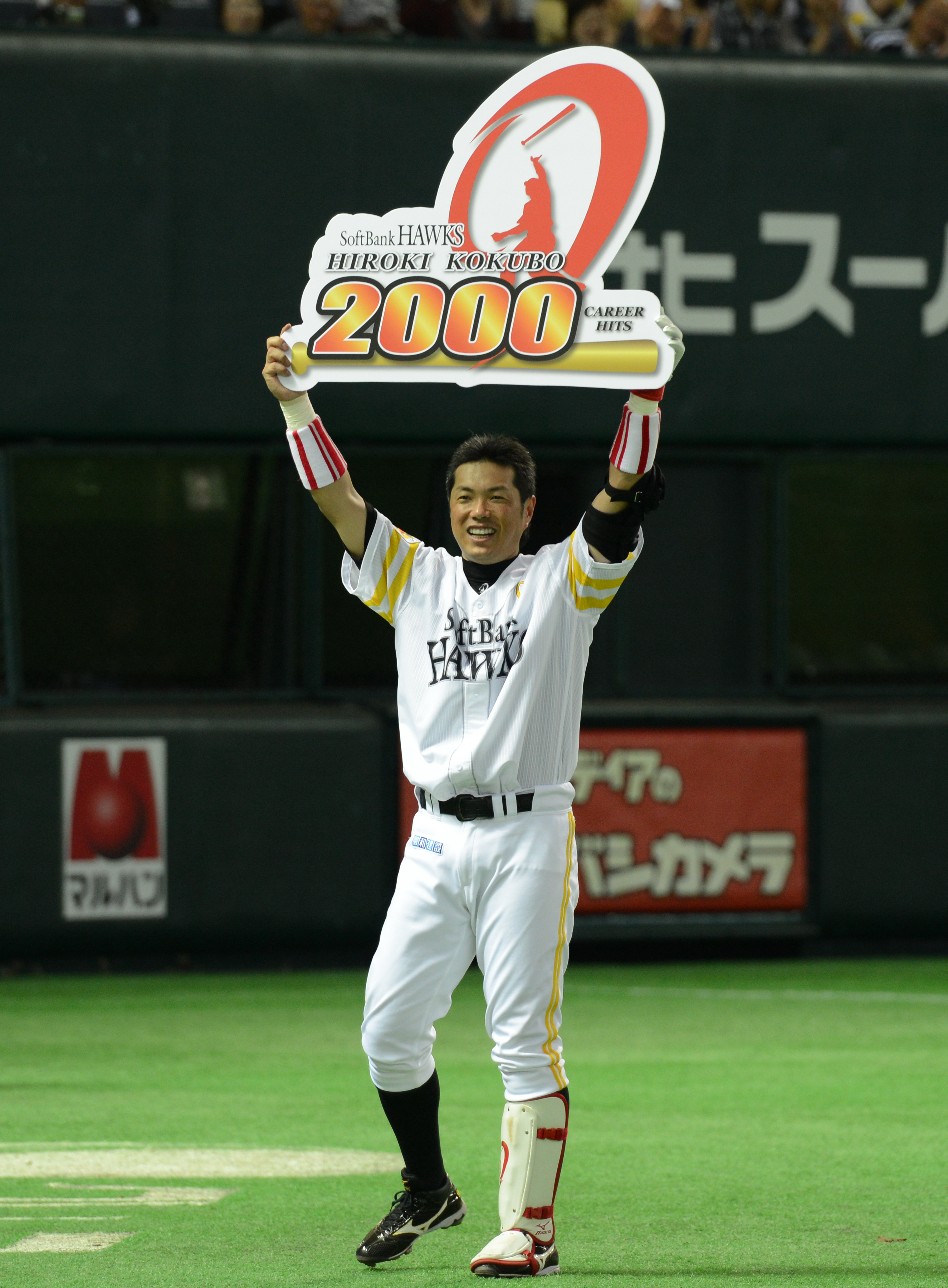
2000安打達成（2012年6月24日）
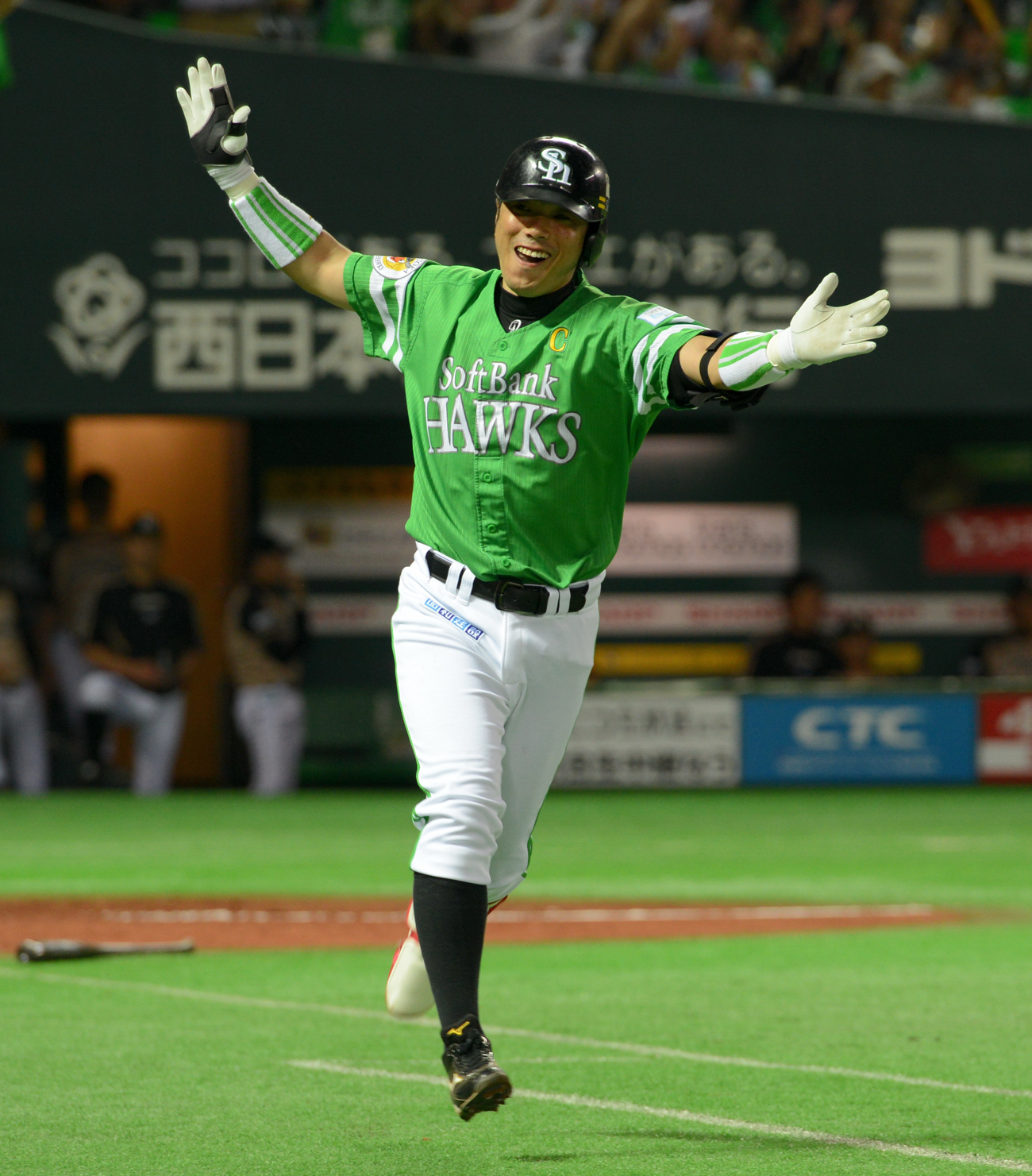
10年ぶりの2打席本塁打を放つ（2012年9月30日）
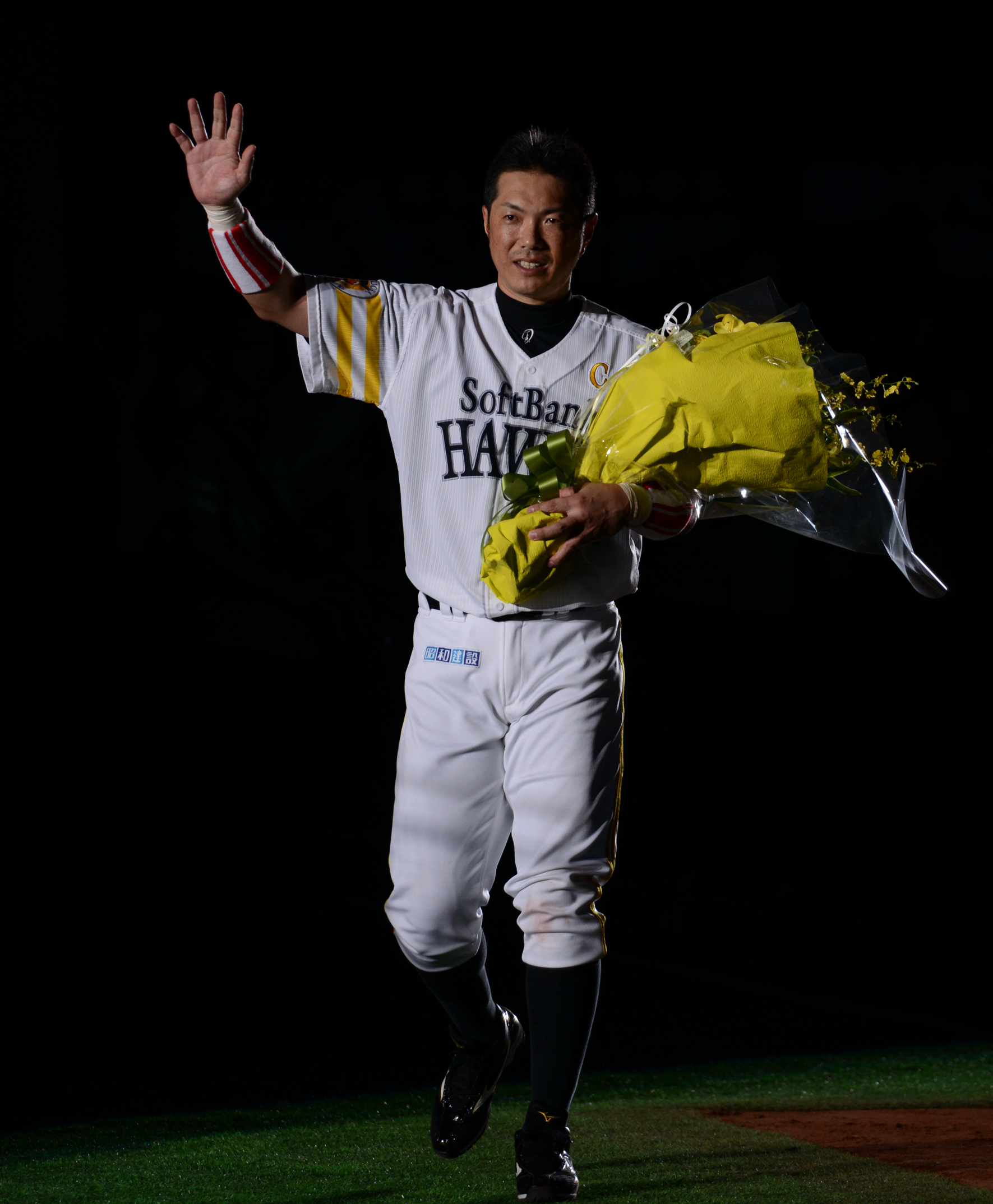
引退セレモニー（2012年10月8日）

### 引退後
2013年からNHKの野球解説者を務める。2013年のみ西日本新聞社スポーツアドバイザーおよび西日本スポーツ評論家も兼任した。公式サイトも開設し、全て自身の手で書き綴った自叙伝が1月30日発売された。

#### 日本代表監督
2013年10月9日、常設化された野球日本代表「侍ジャパン」の初代監督に任命された。オリンピック正式競技後としては初の日本代表選手経験者の監督就任となった。監督経験どころかコーチ経験も無しの史上初の人事となり、不安視する声も多かった。
11月に行われた2013 BASEBALL CHALLENGEのチャイニーズ・タイペイ戦で初采配。2015年11月のプレミア12では準決勝で韓国に逆転負けを喫し、3位に終わった。その試合の采配を2017年の第4回ワールド・ベースボール・クラシック開幕直前まで強く批判され、戦前から苦戦が予想されたが、下馬評を覆し準決勝まで進出。しかし、アメリカと対戦の末敗戦した。なお、予選リーグ無敗での決勝ラウンドへの進出は、第4回大会にして初めてのことだった。
試合後の最後のミーティングで「負けた全責任は俺にある。おまえたちはよくやった。胸を張って帰国しよう」と選手を鼓舞した。全試合4番を務めた筒香嘉智は「小久保監督のためなら頑張ろうと思えるような素晴らしい監督だった。国を背負って戦うことができて光栄だった」とコメントし、全試合マスクを被った小林誠司からも「選手の気持ちを理解してくれた」と感謝の言葉を口にしていた。
この試合をもって日本代表監督を退任した。

#### 日本代表監督退任後

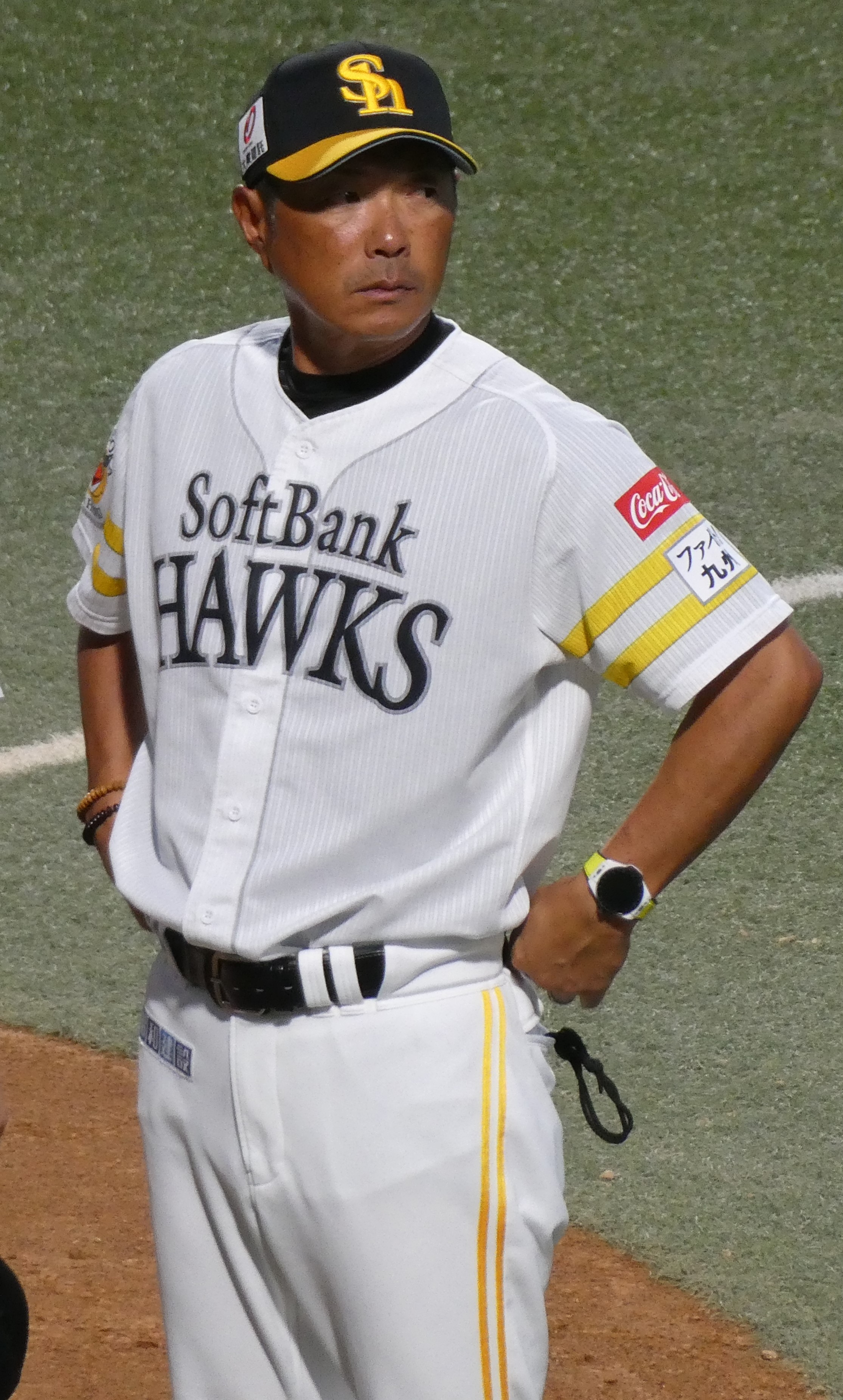
福岡ソフトバンクホークス二軍監督時代
（2023年7月29日 タマホーム スタジアム筑後）

2020年12月3日、ソフトバンクの一軍ヘッドコーチに就任することが発表された。現役以来の球団復帰となった。背番号は90。
その後、2022年からは二軍監督を務めた。就任1年目は2位、2年目の2023年はウエスタン・リーグを優勝し、ファーム日本選手権も制覇、ファーム日本一となった。

#### ソフトバンク監督時代
2023年10月21日、同年限りで退任した藤本博史の後任として2024年シーズンより一軍監督を務めることが発表された。ホークスが福岡へ移転後にプロ入りした選手としては球団初の一軍監督となった。また「野球日本代表（侍ジャパン）トップチームの指揮経験がある新人監督」はNPB史上初となる。ヘッドコーチには青山学院大学時代の先輩である奈良原浩を招聘した。「投手陣、特に先発陣の立て直し」を課題に掲げ、過去2年は米マイナーリーグを指導した大学の後輩でプロでも同僚だった倉野信次を投手コーチとして呼び戻した。
2024年9月23日、監督就任1年目でチームを4年ぶり20度目（1リーグ時代を含むと22度目）のリーグ優勝に導いた。10月4日の最終戦に勝利してシーズン91勝とし、2002年の伊原春樹（西武）と2015年の工藤公康（ソフトバンク）が記録した新人監督最多勝利数（90勝）を更新。就任1年目のシーズンを91勝49敗3分けで終えた。
北海道日本ハムファイターズとのクライマックスシリーズでは3連勝でアドバンテージの1勝を含めて4勝0敗で日本シリーズへ進出。日本シリーズではセ・リーグ3位からクライマックスシリーズを勝ち上がり出場した横浜DeNAベイスターズ相手に連勝するも、打線が29イニング連続無得点と抑え込まれ、2000年以来24年ぶりの本拠地3連敗を喫するなどして、最終的に2勝4敗で敗退した。

## プレースタイル

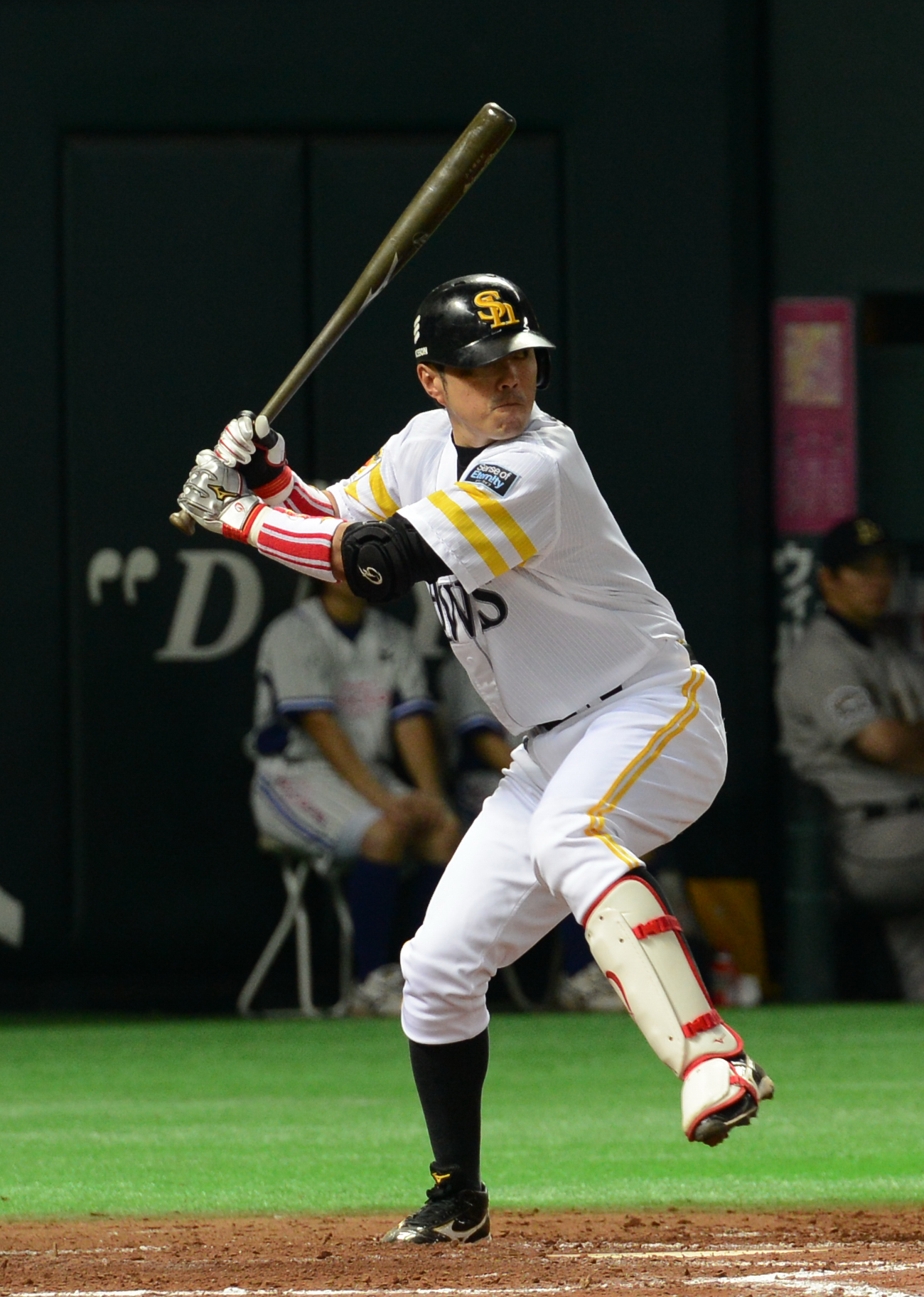
小久保の打撃フォーム

### 打撃
通算413本の本塁打を量産した一本足打法の長距離砲で、独特の大きな弧を描く本塁打が特徴。アッパースイングで打球を高く上げて本塁打を放つ。
自身は「ヒットの延長がホームランではなく、自分のスイングの延長にホームランがある」という見解を持っている。松中と同じ試合で本塁打を打つMKアベック弾を放った試合では、34勝5敗で勝率.872と高勝率を誇り、ビジターでアベック弾を放った試合では2008年4月22日の楽天戦で敗れるまで無敗であった。
満塁に強く、13本塁打を放っている。過去12勝1敗と勝率も高い。1999年8月20日に史上7人目の満塁ランニング本塁打を放っている。このイニングに秋山がスタンドインによる満塁弾を打ち、史上2回目となる「1イニング2本の満塁本塁打」の快挙を達成している。2011年は満塁本塁打は0だったが、満塁打率は.429を記録した。
4番打者として、歴代10位となる1,329試合に出場した。本塁打は、日本人では落合、田淵幸一に次ぐ史上3人目の記録となる両リーグ40本以上を達成した。その反面、三振が多く、小久保は理想の4番打者像として「三振数が少ない選手」と語っているが、ツーストライクからの打率は悪いわけではないものの、実際には歴代11位の1516三振を喫している。オールスター戦でも2本塁打放っているが21三振と歴代11位である。主に、外角のスライダーに空振りしてしまうケースが多く、「僕自身、多いんですがね(笑)」と話している。
日本プロ野球において、大卒で400本塁打と2,000安打を両方達成したのは、自身を除けば2021年現在で長嶋茂雄・山本浩二・金本知憲・阿部慎之助の4人しかいない記録である。

### 守備・走塁
守備では捕球・スローイング共に比較的安定していたが、膝を故障して以降は反応がやや鈍くなった。
大学時代のポジションは三塁手で、プロ1年目は主に右翼手として出場し、1995年から1997年までは二塁手を務めた。ゴールデングラブ賞を二塁手、一塁手で受賞した。
プロ入り当初は2桁盗塁やリーグ最多三塁打を記録したこともあった。しかし膝の故障を発症してからは脚力の衰えが顕著となり、一塁到達タイムは4.62秒と平均を下回ったが、全力疾走は怠らなかった。

## 人物
幼少の頃に両親が離婚。幼少期は柔道部であったが、母の勧めで小学1年生から野球を始める。加入したボーイズリーグのチームは非常に厳しかったため、小久保は辞めようと思っていたが、甘えさせてはいけないと、母は嫌がる小久保を無理やりグラウンドに連れて行ったという。プロを目指したのは小学2年生で、高校卒業後は社会人野球を目指していたが、母の強い勧めがあり、大学進学に変更した。
読書家としても知られ、1996年に「プロ2年目でたまたまタイトルを取れて有頂天になっていた」と絶不調に陥っていた際に船井幸雄の本を目にし、船井の著作物を読みあさって以降、20代から30代にかけて貪るように自己啓発本を読み、40代以降は歴史小説に傾倒しているという。
ダイエーでの若手時代、小久保のエラーが一因となり敗れた試合後、エラーの場面について幾度も質問してきた記者に辟易した小久保は「私にはこれが精一杯ですから」と発言し、それがそのまま翌日の新聞に掲載された。記事を見た監督の王はすぐに小久保を呼び出し、「我々の仕事はファンに夢を見せることだ。このような発言をすると、ファンは小久保裕紀という人間に対して夢を見ることができなくなる。今後2度とこのような発言はするな」と叱責した。後日、小久保本人がこのエピソードに関して、王貞治という人間を師匠として尊敬する要因になった一番の出来事だと語っている。
巨人に移籍した際にも王は、「プロ野球人としての手本になる選手だからジャイアンツにとってもいい刺激になる」と語っている。また、2012年6月24日に2000安打を達成し、7月14日のセレモニーで「名球会ブレザー」が贈呈された際、ブレザーを直々に贈呈したのはホークス監督として小久保とプロ野球人生を歩み、小久保を見守り続けた王貞治（名球会会長）であった。その際には、「自分が必ず着せる。責任感の強い男。武士道というか気質として古い日本的なものを持っている」と評した。
ファンとの交流を大事にしていたため、福岡で試合がある日は、試合直前までサインをしていた。さらに自身の公式ファンサイト「K'Project」で2004年から毎年オフに、100人以上のファンと間近でふれあった。主にトークと歌のディナーショー形式で、なかには様々なサプライズがあり、諸事情で参加できないと言いながら、本当は隠れて待っていたり、和服姿やドラキュラ姿で参加したりした。2010年はリーグ優勝を果たしたこともあり、ファンと炭酸ファイトを行った。イベント内ではオークションなどを行い、ポケットマネーと合わせて24時間テレビ 「愛は地球を救う」、宮崎の口蹄疫に義援金を送った。2011年東北地方太平洋沖地震もK'Projectを通して2011年3月26日にトークショーを行い、急きょだったにも関わらず、ホークスの一軍選手ほぼ全員、被災地東北の球団である楽天の選手も、嶋基宏、岩隈久志、田中将大らが参加した。終了後に募金を行い、総額375万円を贈った。
2005年4月8日の中日戦で、川上憲伸からシーズン初の本塁打（その試合を決定づける満塁本塁打）を打った時、TVカメラに向かって「約束を果たしたよ」と手話を送った。前年のシーズンオフに高橋由伸と訪問したろう学校にて、第1号の本塁打を打ったら手話でメッセージを送る約束をしていたと「スポーツうるぐす」で報道された。この手話は2006年4月1日の対横浜戦の土肥義弘からソロ本塁打を打った際も行い、このことについては、カルビープロ野球チップス・2005年第2弾のカードにも書かれている。
2005年12月から2009年12月まで社団法人選手会第10代理事長を務め、公園でも気軽にキャッチボールができる「ゆうボール」を作るなど、キャッチボールプロジェクトの発展に貢献した。4年間にわたる在位は、岡田彰布、立浪和義に続いて3番目だった。後任は井端弘和である。
実弟の小久保隆也は、腹話術師のいっこく堂のマネージャーであり、智弁和歌山高校で投手として1年夏、3年夏に甲子園に出場している。また、隆也の子であり、裕紀の甥にあたる小久保快栄は、明秀学園日立高等学校の内野手として、3年春に甲子園（第94回センバツ大会）に出場している。

### 主将として
学生時代からチームを引っ張っており、小、中、大学と主将であった（高校時代は投手だったため副主将）。ルーツは中学生時代である。野球は団体競技であり、全体の責任はキャプテンにあると徹底的に叩き込まれたため、チームとしてどう動くべきかという全体を見る目を自然と持てるようになったという。怒られることは自身のプレーではなく、チームとしてであった。プロでも、巨人で2006年に外様初の主将となり、古巣復帰後も2009年に主将就任。前年最下位だったチームは3位となり、2010年にはリーグ優勝。2011年にはパ・リーグ連覇、CS制覇、日本一を果たす。秋山監督にも信頼され「自分が監督を務めている間は主将は絶対に変えない」と言われていて2012年の引退年までチームをAクラスに導いた。
チームの士気を上げるため、強気な発言をすることが多い。2011年、長年苦しめられてきたクライマックスシリーズ前日には、「1つも負けるつもりはないです。最後（6戦目）までチケットを買ってくれたファンのみなさんには申し訳ない」と発言した。日本シリーズでも、打撃で最年長記録を次々と塗り替え、守備では積極的に投手に声をかけ、第7戦前には円陣で選手に手を重ねるよう指示するなど、日本一に大きく貢献した栄誉を称えられ、日本シリーズMVPを獲得。4月11日、ペナントレース前日に「今年は必ず日本一をとります」と宣言したとおり、見事有言実行を果たしてみせた。
青山学院大学の練習方法を変えた選手でもある。「自分たちで練習する時間が欲しい」という小久保の提言によって全体練習を減らした。大学4年で初の大学野球優勝をもたらし、以後定着した青学大の伝統である。恩師である河原井正雄は小久保ほど部員を引っ張ってくれた選手はいないとコメントしており、引退後に際しては、「野球界をリードできる男。王さんじゃないけれど球界を引っ張ってもらいたい。先陣をきってやる、という位の器は俺はあると思う」と絶賛した。
キャンプの全体ランニングでは常にトップを走る。ダイエー新人時代から「選手の中で一番早く球場入りして、試合後一番遅くまで残っている」と言われるほど練習熱心である。入団時のコーチだった定岡智秋は「小久保には厳しい練習に耐えられる体の強さがあり、努力を継続させる強い意志も持っていた。だからこそ、球界を代表する選手に成長できた」と語っている。ダイエー時代の同僚で高校野球監督に転身した大越基は、生徒に模範すべき選手と語っている。城島健司は小久保が2,000安打達成の際、「ホークスの新たな伝統を築いた若手の中心が間違いなく小久保さんだった。野球を愛され、真剣に向き合ったからこその偉大な数字。僕らの誇りです」と述べた。
自身が巨人に移籍した直後に感じた孤独を他の選手には覚えさせてはいけないと、巨人から復帰してすぐの2007年には、不振に喘いでいたプロ2年目の松田宣浩を食事に誘ってアドバイスを送り、2011年にFA移籍してきた内川聖一も同様にキャンプから積極的に食事に誘った。内川は2015年に小久保引退以来空席だった主将を任され、「このチームにおけるキャプテンの重さは、小久保さんが引退してから感じていた。チームに影響を与えられるようになりたい」と責任感を口にした。

### ホークス復帰
無償トレードによりダイエーから巨人へ移籍したため、小久保が数年後にFA権を行使して、親会社が変わったソフトバンクホークスに復帰するのではないかという噂や期待が絶えることはなかった。小久保が着用した背番号「9」は小久保の巨人在籍中は準永久欠番の扱いだった。
2006年1月1日の西日本スポーツ1面で、「小久保2007年ホークス復帰決定」と報じられ、巨人側から抗議が出るという事態が起きた。同じ時期に東京スポーツ紙面にて、ロサンゼルス・ドジャース移籍可能性も報道されている。
2006年10月17日、検査のため渡米する前の空港で、小久保はFA権を行使する考えを示し、11月7日に正式にFA権を申請した。帰国時の会見での「次に着るユニフォームの球団でユニフォームを脱ぐという思いもある」と発言し、球団オーナーである孫正義もどうにかしてホークスに戻したいとシーズン中に語っており、ソフトバンク側は、交渉解禁直後の11月9日に王も参加しての最初の交渉を行い、11月11日、4年総額12億円+出来高の契約に合意し、古巣への復帰が決定した。最大の理由は王が胃の全摘出手術でやせ細っている中、わざわざ交渉の席に駆けつけてきたことである。
移籍会見で王は「ジャイアンツに行く話になった時が一番ショックでしたから、一日でも早く（ホークスへ）帰ってきたらいいなという気持ちを、毎日のように思っていました」と語った。

### 家族
息子はシンガーソングライターの小久保直紀、娘はモデルの小久保春菜。
自身は2008年に離婚している。2025年現在は再婚しており、妻と保護猫8匹と暮らしている。

## 詳細情報

### 年度別打撃成績
| 年 度      | 球 団        | 試 合 | 打 席 | 打 数 | 得 点 | 安 打 | 二 塁 打 | 三 塁 打 | 本 塁 打 | 塁 打 | 打 点 | 盗 塁 | 盗 塁 死 | 犠 打 | 犠 飛 | 四 球 | 敬 遠 | 死 球 | 三 振 | 併 殺 打 | 打 率 | 出 塁 率 | 長 打 率 | O P S |
| ---------- | ------------ | ----- | ----- | ----- | ----- | ----- | -------- | -------- | -------- | ----- | ----- | ----- | -------- | ----- | ----- | ----- | ----- | ----- | ----- | -------- | ----- | -------- | -------- | ----- |
| 1994       | ダイエー     | 78    | 191   | 177   | 18    | 38    | 6        | 0        | 6        | 62    | 20    | 2     | 1        | 4     | 2     | 8     | 0     | 0     | 31    | 5        | .215  | .246     | .350     | .596  |
| 1995       | ダイエー     | 130   | 538   | 465   | 72    | 133   | 20       | 9        | 28       | 255   | 76    | 14    | 4        | 5     | 6     | 50    | 7     | 12    | 94    | 16       | .286  | .366     | .548     | .914  |
| 1996       | ダイエー     | 126   | 539   | 478   | 73    | 118   | 26       | 3        | 24       | 222   | 82    | 7     | 3        | 0     | 6     | 48    | 1     | 7     | 95    | 13       | .247  | .321     | .464     | .785  |
| 1997       | ダイエー     | 135   | 588   | 527   | 88    | 159   | 37       | 3        | 36       | 310   | 114   | 4     | 3        | 0     | 5     | 52    | 2     | 4     | 112   | 16       | .302  | .366     | .588     | .954  |
| 1998       | ダイエー     | 17    | 75    | 71    | 7     | 16    | 3        | 1        | 2        | 27    | 11    | 0     | 0        | 0     | 0     | 3     | 1     | 1     | 19    | 1        | .225  | .267     | .380     | .647  |
| 1999       | ダイエー     | 130   | 538   | 465   | 60    | 109   | 24       | 2        | 24       | 209   | 77    | 4     | 2        | 3     | 6     | 62    | 1     | 2     | 103   | 8        | .234  | .323     | .449     | .773  |
| 2000       | ダイエー     | 125   | 520   | 473   | 87    | 136   | 26       | 3        | 31       | 261   | 105   | 5     | 2        | 0     | 6     | 31    | 2     | 10    | 85    | 13       | .288  | .340     | .552     | .892  |
| 2001       | ダイエー     | 138   | 605   | 535   | 108   | 155   | 32       | 1        | 44       | 321   | 123   | 6     | 1        | 0     | 5     | 62    | 3     | 3     | 97    | 6        | .290  | .364     | .600     | .964  |
| 2002       | ダイエー     | 136   | 579   | 507   | 89    | 148   | 25       | 0        | 32       | 269   | 89    | 8     | 1        | 0     | 3     | 63    | 3     | 6     | 90    | 10       | .292  | .375     | .531     | .905  |
| 2004       | 巨人         | 125   | 508   | 462   | 85    | 145   | 24       | 2        | 41       | 296   | 96    | 0     | 0        | 0     | 2     | 42    | 1     | 2     | 101   | 6        | .314  | .372     | .641     | 1.013 |
| 2005       | 巨人         | 142   | 592   | 524   | 77    | 147   | 25       | 0        | 34       | 274   | 87    | 1     | 1        | 0     | 1     | 62    | 0     | 5     | 114   | 11       | .281  | .361     | .523     | .884  |
| 2006       | 巨人         | 88    | 344   | 308   | 37    | 79    | 5        | 0        | 19       | 141   | 55    | 1     | 0        | 2     | 2     | 31    | 3     | 1     | 68    | 6        | .256  | .325     | .458     | .782  |
| 2007       | ソフトバンク | 124   | 514   | 466   | 70    | 129   | 26       | 0        | 25       | 230   | 82    | 2     | 4        | 2     | 2     | 41    | 4     | 3     | 103   | 9        | .277  | .338     | .494     | .831  |
| 2008       | ソフトバンク | 106   | 434   | 383   | 45    | 97    | 21       | 0        | 20       | 178   | 56    | 1     | 1        | 0     | 3     | 42    | 0     | 6     | 95    | 11       | .253  | .334     | .465     | .799  |
| 2009       | ソフトバンク | 144   | 605   | 533   | 64    | 142   | 27       | 0        | 18       | 223   | 81    | 2     | 2        | 0     | 6     | 50    | 4     | 16    | 101   | 13       | .266  | .344     | .418     | .762  |
| 2010       | ソフトバンク | 112   | 469   | 427   | 60    | 119   | 22       | 0        | 15       | 186   | 68    | 1     | 2        | 1     | 3     | 34    | 0     | 4     | 69    | 4        | .279  | .335     | .436     | .771  |
| 2011       | ソフトバンク | 98    | 372   | 342   | 31    | 92    | 21       | 0        | 10       | 143   | 48    | 0     | 1        | 0     | 2     | 22    | 0     | 6     | 72    | 7        | .269  | .323     | .418     | .741  |
| 2012       | ソフトバンク | 103   | 357   | 331   | 20    | 79    | 11       | 0        | 4        | 102   | 34    | 0     | 0        | 3     | 3     | 20    | 0     | 0     | 67    | 6        | .239  | .280     | .308     | .588  |
| 通算：18年 | 通算：18年   | 2057  | 8368  | 7474  | 1091  | 2041  | 381      | 24       | 413      | 3709  | 1304  | 58    | 28       | 20    | 63    | 723   | 32    | 88    | 1516  | 161      | .273  | .342     | .496     | .838  |

- 各年度の太字はリーグ最高
- ダイエー（福岡ダイエーホークス）は、2005年にソフトバンク（福岡ソフトバンクホークス）に球団名を変更

### 年度別守備成績
| 年 度 | 一塁  | 一塁  | 一塁  | 一塁  | 一塁  | 一塁     | 二塁  | 二塁  | 二塁  | 二塁  | 二塁  | 二塁     | 三塁  | 三塁  | 三塁  | 三塁  | 三塁  | 三塁     | 外野  | 外野  | 外野  | 外野  | 外野  | 外野     |
| 年 度 | 試 合 | 刺 殺 | 補 殺 | 失 策 | 併 殺 | 守 備 率 | 試 合 | 刺 殺 | 補 殺 | 失 策 | 併 殺 | 守 備 率 | 試 合 | 刺 殺 | 補 殺 | 失 策 | 併 殺 | 守 備 率 | 試 合 | 刺 殺 | 補 殺 | 失 策 | 併 殺 | 守 備 率 |
| ----- | ----- | ----- | ----- | ----- | ----- | -------- | ----- | ----- | ----- | ----- | ----- | -------- | ----- | ----- | ----- | ----- | ----- | -------- | ----- | ----- | ----- | ----- | ----- | -------- |
| 1994  | -     | -     | -     | -     | -     | -        | 9     | 3     | 7     | 0     | 1     | 1.000    | 15    | 6     | 13    | 0     | 4     | 1.000    | 51    | 69    | 3     | 2     | 0     | .973     |
| 1995  | -     | -     | -     | -     | -     | -        | 130   | 304   | 372   | 9     | 75    | .987     | -     | -     | -     | -     | -     | -        | 1     | 0     | 0     | 0     | 0     | ----     |
| 1996  | 1     | 0     | 0     | 0     | 0     | ----     | 123   | 291   | 338   | 4     | 81    | .994     | 5     | 2     | 4     | 0     | 0     | 1.000    | -     | -     | -     | -     | -     | -        |
| 1997  | 21    | 153   | 13    | 0     | 7     | 1.000    | 106   | 268   | 278   | 6     | 60    | .989     | 11    | 7     | 14    | 1     | 0     | .955     | -     | -     | -     | -     | -     | -        |
| 1998  | 6     | 3     | 0     | 0     | 1     | 1.000    | -     | -     | -     | -     | -     | -        | 15    | 9     | 21    | 4     | 7     | .882     | -     | -     | -     | -     | -     | -        |
| 1999  | 72    | 500   | 27    | 1     | 38    | .998     | -     | -     | -     | -     | -     | -        | 59    | 36    | 79    | 5     | 8     | .958     | -     | -     | -     | -     | -     | -        |
| 2000  | 1     | 9     | 2     | 1     | 0     | .917     | -     | -     | -     | -     | -     | -        | 119   | 78    | 196   | 4     | 14    | .986     | -     | -     | -     | -     | -     | -        |
| 2001  | -     | -     | -     | -     | -     | -        | -     | -     | -     | -     | -     | -        | 135   | 110   | 229   | 5     | 25    | .985     | -     | -     | -     | -     | -     | -        |
| 2002  | -     | -     | -     | -     | -     | -        | -     | -     | -     | -     | -     | -        | 135   | 101   | 199   | 7     | 16    | .977     | -     | -     | -     | -     | -     | -        |
| 2004  | -     | -     | -     | -     | -     | -        | -     | -     | -     | -     | -     | -        | 121   | 79    | 195   | 8     | 15    | .972     | -     | -     | -     | -     | -     | -        |
| 2005  | -     | -     | -     | -     | -     | -        | -     | -     | -     | -     | -     | -        | 142   | 102   | 248   | 4     | 21    | .989     | -     | -     | -     | -     | -     | -        |
| 2006  | -     | -     | -     | -     | -     | -        | -     | -     | -     | -     | -     | -        | 87    | 57    | 144   | 6     | 17    | .971     | -     | -     | -     | -     | -     | -        |
| 2007  | 6     | 58    | 5     | 1     | 2     | .984     | -     | -     | -     | -     | -     | -        | 106   | 58    | 175   | 10    | 27    | .959     | -     | -     | -     | -     | -     | -        |
| 2008  | 83    | 673   | 47    | 2     | 48    | .997     | -     | -     | -     | -     | -     | -        | -     | -     | -     | -     | -     | -        | -     | -     | -     | -     | -     | -        |
| 2009  | 138   | 1134  | 74    | 8     | 86    | .993     | -     | -     | -     | -     | -     | -        | -     | -     | -     | -     | -     | -        | -     | -     | -     | -     | -     | -        |
| 2010  | 108   | 815   | 52    | 2     | 62    | .998     | -     | -     | -     | -     | -     | -        | -     | -     | -     | -     | -     | -        | -     | -     | -     | -     | -     | -        |
| 2011  | 75    | 560   | 29    | 1     | 54    | .998     | -     | -     | -     | -     | -     | -        | -     | -     | -     | -     | -     | -        | -     | -     | -     | -     | -     | -        |
| 2012  | 90    | 654   | 47    | 3     | 44    | .996     | -     | -     | -     | -     | -     | -        | -     | -     | -     | -     | -     | -        | -     | -     | -     | -     | -     | -        |
| 通算  | 607   | 4559  | 296   | 19    | 342   | .996     | 368   | 866   | 995   | 19    | 217   | .990     | 950   | 645   | 1517  | 54    | 154   | .976     | 52    | 69    | 3     | 2     | 0     | .973     |

- 太字年はゴールデングラブ賞受賞年

### 年度別監督成績
レギュラーシーズン
| 年 度     | 球 団        | 順 位     | 試 合 | 勝 利 | 敗 戦 | 引 分 | 勝 率 | ゲ ｜ ム 差 | 本 塁 打   | 打 率      | 防 御 率   | 年 齡      |
| --------- | ------------ | --------- | ----- | ----- | ----- | ----- | ----- | ----------- | ---------- | ---------- | ---------- | ---------- |
| 2024年    | ソフトバンク | 1位       | 143   | 91    | 49    | 3     | .650  | -           | 114        | .259       | 2.53       | 53歳       |
| 通算：1年 | 通算：1年    | 通算：1年 | 143   | 91    | 49    | 3     | .650  | Aクラス1回  | Aクラス1回 | Aクラス1回 | Aクラス1回 | Aクラス1回 |

### タイトル
- 本塁打王：1回（1995年）
- 打点王：1回（1997年）

### 表彰
- ベストナイン：3回（二塁手部門：1995年、1997年、一塁手部門：2011年）
- ゴールデングラブ賞：3回（二塁手部門：1995年、一塁手部門：2010年、2011年）
- パ・リーグ連盟特別表彰：1回（最優秀監督賞：2024年）[92]
- 月間MVP：3回（2000年6月、2004年7月、2007年4月）
- 日本シリーズMVP：1回（2011年）
- スーパースラッガー賞：1回（1995年）
- カムバック賞：1回（2004年）
- スカパー! ドラマティック・サヨナラ賞：1回（2010年）
- 「ジョージア魂」賞：1回（2012年度第10回）
- パシフィック・リーグ功労賞：1回（2012年[93]）
- 東京ドームMVP：1回（2004年[94]）
- オープン戦最優秀新人賞（フレッシュマン大賞）：1回（1994年）

### 記録
初記録
- 初出場・初先発出場：1994年4月9日、対オリックス・ブルーウェーブ1回戦（グリーンスタジアム神戸）、「6番・右翼手」で先発出場
- 初打席：同上、2回表に星野伸之の前に空振り三振
- 初安打：1994年4月10日、対オリックス・ブルーウェーブ2回戦（グリーンスタジアム神戸）、7回表に野田浩司から左越二塁打
- 初打点：1994年6月26日、対西武ライオンズ13回戦（西武ライオンズ球場）、5回表に小野和義から左犠飛
- 初本塁打：1994年7月5日、対千葉ロッテマリーンズ13回戦（北九州市民球場）、2回裏に園川一美から左越ソロ
- 初盗塁：1994年7月13日、対オリックス・ブルーウェーブ13回戦（福岡ドーム）、7回裏に二盗（投手：野村貴仁、捕手：高田誠）

節目の記録
- 100本塁打：1999年4月29日、対日本ハムファイターズ6回戦（東京ドーム）、3回表に岩本勉から左越2ラン ※史上202人目
- 150本塁打：2000年9月24日、対大阪近鉄バファローズ26回戦（大阪ドーム）、10回表に大塚晶文から右越3ラン ※史上116人目
- 200本塁打：2002年4月9日、対大阪近鉄バファローズ1回戦（福岡ドーム）、7回裏に関口伊織から左中間へ同点ソロ ※史上75人目
- 1000試合出場：2002年9月17日、対オリックス・ブルーウェーブ25回戦（福岡ドーム）、「4番・三塁手」で先発出場 ※史上382人目
- 1000安打：2002年9月27日、対西武ライオンズ25回戦（福岡ドーム）、1回裏に後藤光貴から左越先制2ラン ※史上211人目
- 250本塁打：2004年7月2日、対広島東洋カープ16回戦（広島市民球場）、3回表に佐々岡真司から左越満塁本塁打 ※史上46人目
- 300本塁打：2005年9月10日、対中日ドラゴンズ18回戦（東京ドーム）、3回裏にルイス・マルティネスから左越2ラン ※史上31人目
- 1000三振：2006年9月23日、対阪神タイガース19回戦（東京ドーム）、3回裏に下柳剛から ※史上40人目
- 1000打点：2007年7月18日、対北海道日本ハムファイターズ14回戦（札幌ドーム）、5回表にブライアン・スウィーニーから左翼線適時二塁打 ※史上30人目
- 1500安打：2007年9月15日、対北海道日本ハムファイターズ20回戦（福岡Yahoo!JAPANドーム）、9回裏に江尻慎太郎から左前安打 ※史上94人目
- 1500試合出場：2008年4月13日、対埼玉西武ライオンズ6回戦（福岡Yahoo!JAPANドーム）、「5番・一塁手」で先発出場 ※史上157人目
- 3000塁打：2008年7月22日、対オリックス・バファローズ13回戦（福岡Yahoo!JAPANドーム）、1回裏に近藤一樹から左前安打 ※史上43人目
- 350本塁打：2008年4月30日、対埼玉西武ライオンズ8回戦（西武ドーム）、2回表に石井一久から左越先制ソロ ※史上21人目
- 300二塁打：2008年9月7日、対千葉ロッテマリーンズ20回戦（福岡Yahoo! JAPANドーム）、7回裏に小宮山悟から左中間へ2点適時二塁打 ※史上50人目
- 1000得点：2010年5月3日、対オリックス・バファローズ7回戦（スカイマークスタジアム）、1回表に岸田護から左越2ラン ※史上37人目
- 350二塁打：2011年4月24日、対千葉ロッテマリーンズ2回戦（藤崎台県営野球場）、1回裏に光原逸裕から左翼線適時二塁打 ※史上31人目
- 400本塁打：2011年5月12日、対オリックス・バファローズ6回戦（福岡Yahoo! JAPANドーム）、4回裏にアルフレッド・フィガロから左越ソロ ※史上16人目
- 3500塁打：2011年5月15日、対埼玉西武ライオンズ6回戦（福岡Yahoo! JAPANドーム）、4回裏に帆足和幸から右中間適時二塁打 ※史上25人目
- 2000安打：2012年6月24日、対北海道日本ハムファイターズ9回戦（福岡Yahoo! JAPANドーム）、4回裏にブライアン・ウルフから中前安打 ※史上41人目
- 2000試合出場：2012年6月28日、対オリックス・バファローズ12回戦（福岡Yahoo! JAPANドーム）、「6番・一塁手」で先発出場 ※史上46人目
- 1500三振：2012年8月22日、対埼玉西武ライオンズ17回戦（西武ドーム）、4回表に菊池雄星から ※史上11人目

その他の記録
- 10試合連続打点：2000年6月20日 - 7月4日
- 210守備機会連続無失策：2001年5月13日 - 9月9日 ※三塁手としてのパ・リーグ記録
- 通算満塁本塁打：13本 ※歴代4位タイ
- ゴールデングラブ賞を再獲得するまでのインターバル最長記録：15年（1995年 - 2010年）
- 通算安打1999本目の記録日から2000安打達成日までの日数最長記録：33日（2012年5月22日 - 6月24日）
- オールスターゲーム出場：11回（1995年、1996年、1997年、2000年、2001年、2002年、2004年、2007年、2008年、2009年、2011年） ※1998年、2006年にもファン投票で選出されているが、負傷のため欠場[95]

### 背番号

#### 選手時代
- 8（1992年、バルセロナオリンピック、青山学院大学 学生）
- 9（1994年 - 2003年、福岡ダイエーホークス / 2007年 - 2012年、福岡ソフトバンクホークス）
- 6（2004年 - 2006年、読売ジャイアンツ）

#### 監督・コーチ時代
- 90（2013年10月 - 2017年 日本代表 監督、2021年[42] - ）

### 登場曲
- 「希望の轍」サザンオールスターズ（2004年 - 2006年）
- 「ありがとう」SMAP（2007年 - 2012年）

### 代表歴
- 第21回日米大学野球選手権大会 日本代表[96]
- バルセロナオリンピック 日本代表
- 第11回IBAFインターコンチネンタルカップ 日本代表
- 1993年夏季ユニバーシアード 日本代表
- 第22回日米大学野球選手権大会 日本代表[97]
- 2015 WBSCプレミア12 日本代表監督
- 2017 ワールド・ベースボール・クラシック日本代表監督

## 関連情報

### 著書
- 一瞬に生きる（2013年1月30日、小学館、ISBN 978-4093882842）
- 開き直る権利 侍ジャパンを率いた1278日の記録（2017年11月7日、朝日新聞出版、ISBN 978-4022514967）
- 結果を出す二軍の教え（2023年8月31日、KADOKAWA、ISBN 978-4046064929） - 解説（仁志敏久、松元ユウイチ、木田優夫、内田順三と共同）